# USL Dunkerque
Die Union Sportive du Littoral de Dunkerque oder kurz USL Dunkerque ist ein französischer Fußballverein aus Dunkerque in Französisch-Flandern. Gegründet wurde sie 1909 als Stade Dunkerquois.
Die Vereinsfarben sind Blau und Weiß. Als Klubmotto steht im Wappen der USLD „Gegen Stürme und Fluten“ (Contre vents et marées). Ihre Heimspiele trägt sie im Stade Marcel-Tribut aus, das 4.933 Zuschauern Platz bietet.

## Geschichte
Der 1909 gegründete Stade Dunkerquois musste während des Ersten Weltkriegs jeglichen Spielbetrieb einstellen. 1919 kam es zu seiner Wiedergründung als US Dunkerque-Malo. In den 1920er Jahren in Union Racing (UR) Dunkerque-Malo und Anfang der 1930er in Olympique Dunkerque umbenannt, nahm der Verein Profistatus an und spielte bis zum Ausbruch des Zweiten Weltkriegs in der Division 2. 1954 fusionierte Olympique mit dem Dunkerque Étudiant Club und nannte sich fortan US Dunkerque. Die USD konnte Mitte der 1980er Jahre erhebliche finanzielle Probleme nur mit Hilfe der Stadt überleben und nannte sich ab 1987 USL Dunkerquois. 1996 stieg sie in die dritte, 1997 gar in die vierte Liga ab.

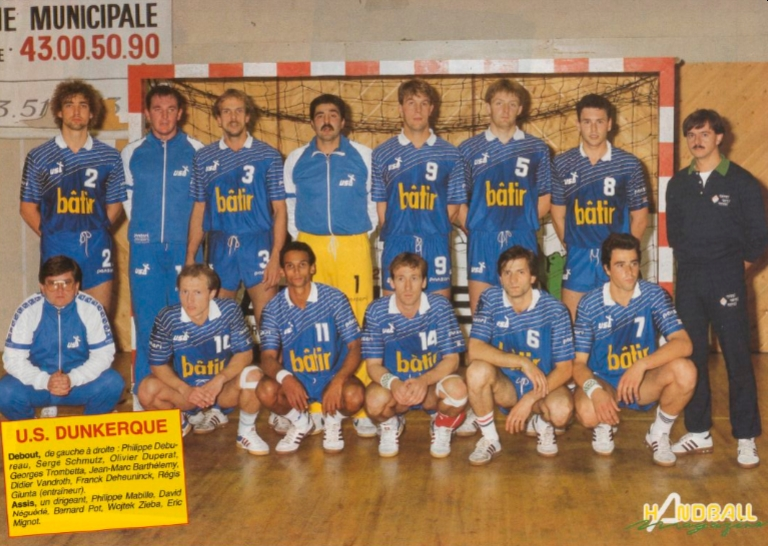
Die Mannschaft im Jahr 1987

In der Zwischenkriegszeit war der Klub im damals einzigen landesweiten Wettbewerb, der Coupe de France, mäßig erfolgreich. In der Pokalsaison 1928/29 zog er immerhin ins Halbfinale ein; darin unterlag er allerdings dem FC Sète mit 1:2. Im folgenden Jahr stieß die UR Dunkerque-Malo immerhin ins Viertelfinale vor; dies konnte die von 1935 bis 1939 in der professionellen zweiten Liga antretende Mannschaft 1937 wiederholen. Der Zweite Weltkrieg und die deutsche Besetzung Frankreichs erzwangen erneut die völligen Einstellung des Vereinslebens. Nach der Befreiung des Landes dauerte es zwei Jahrzehnte, bis die US Dunkerque in die Division 2 zurückkehrte, in der sie dann ab 1966/67 allerdings 30 Jahre in Serie blieb. Einem Aufstieg in die höchste Spielklasse kam sie allerdings nur 1979 nahe, aber ihr dritter Rang in der Abschlusstabelle genügte seinerzeit nicht dafür. Im Pokalwettbewerb erreichte sie zwei weitere Male das Viertelfinale (1968 und 1971). Nach ihrem sportlichen Abstieg Mitte der 1990er Jahre, der sie bis in die 5. Liga führte, fand die USLD sich von 2013/14 bis 2019/20 in der dritten Liga wieder. In der Saison 2019/20 gelang der Aufstieg in die Ligue 2, allerdings stieg der Verein direkt wieder in die Drittklassigkeit ab. In der Saison 2022/23 erfolgte der Wiederaufstieg in die Ligue 2.

## Ligazugehörigkeit
Profistatus hat Dunkerque von 1935 bis 1939 und erneut von 1966 bis 1997, in der Saison 2020/21 und seit der Saison 2023/24; in der Division 1 (seit 2002: Ligue 1) war der Klub noch nie vertreten.

## Erfolge
- Französischer Pokal: Halbfinalist 1929

## Ehemals für den Klub wichtige Personen
| - Fons Bastijns 1980–1982 - Jocelyn Blanchard 1991–1995 - Robert Domergue Trainer 1981–1984 - Élie Fruchart Trainer 1972 bis ca. 1978 - Pierre Issa 1992–1995 - Zvonko „Tony“ Kurbos 1990/91 | - Robert Malm 1993/94 - Émilien Méresse Trainer ab Anfang der 1950er - Bruno Metsu 1972–1975 - José-Karl Pierre-Fanfan 1993–1997 - Alex Thépot 1935/36 |